# 프로토케라톱스
프로토케라톱스(Protoceratops) ("첫번째"라는 의미의 그리스어 프로토 proto-/πρωτο- 와 "뿔"이라는 의미의 케라트- cerat-/κερατ-, "얼굴"이라는 의미의 옵스 -ops/-ωψ를 조합한 단어로 "최초의 뿔 달린 얼굴"이라는 뜻)는 백악기 후기 (샹파뉴절) 에 현재의 몽골에 살던 양 정도 크기 (몸길이 1.5m~3m)의 초식성 각룡류 공룡의 한 속이다. 초기 각룡류 그룹인 프로토케라톱스과에 속하지만 후대의 각룡들과는 달리 잘 발달된 뿔이 없고 훨씬 작은 몸집 등의 원시적인 특징을 가지고 있다.
프로토케라톱스는 목 주위에 큰 프릴을 가지고 있는데 아마 같은 종의 다른 개체들의 눈길을 끌기 위한 과시용으로 사용되었을 것이다. 프릴의 용도에 대한 다른 가설로는 목을 보호한다거나 턱 근육이 부착된 자리라는 설이 있는데 알려진 파충류 중에 얼굴에 근육이 있는 종류가 없다는 점을 제외하더라도 프릴은 약한 편이라서 근육이 부착되어 힘을 받기에는 적합하지 않았을 것이다. 월터 W. 그레인저와 W.K. 그레고리가 1923년에 보고한 케라톱스는 처음에 북아메리카의 각룡류들의 조상이라고 생각되었다. 현재의 연구자들은 크기에 따라 두 개의 종 (P. andrewsi 와 P. hellenikorhinus) 이 있다고 보고 있다.
1920년대에 로이 챕먼 앤드류스가 몽골에서 알의 화석을 발견했는데, 처음에는 프로토케라톱스의 알이라고 생각되었으나 70여 년 후인 1998년에 오비랍토르의 알인 것이 밝혀졌다.

## 특징

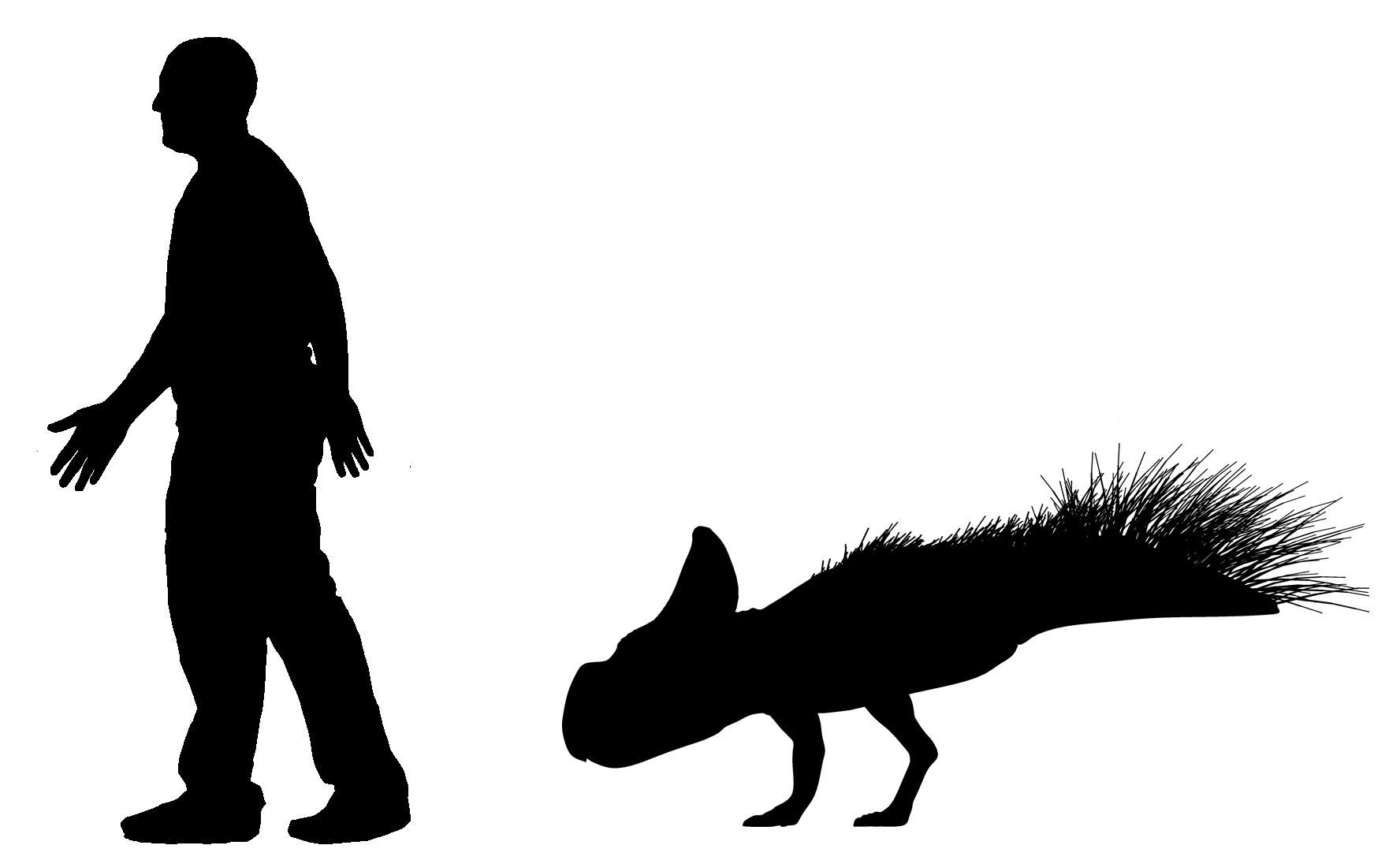
사람과의 크기 비교

프로토케라톱스는 사족보행을 하는 공룡으로 두개골 뒤쪽에 있는 독특한 프릴이 특징이다. 프릴을 구성하는 마루뼈에는 두 개의 큰 구멍이 나있고, 볼에는 커다란 광대뼈가 있다. 목 부위 프릴의 크기와 모양은 개체마다 다르다. 어떤 표본은 짧고 작은 프릴을 가지고 있으며 어떤 개체는 두개골 길이의 거의 절반을 차지하는 프릴을 가지고 있다. 프릴은 주로 마루뼈로 구성되어 있으며 인상골 일부가 포함되어 있다. 피터 도드슨을 포함한 일부 연구자들은 이 뼈들의 크기와 모양이 서로 다른 것을 성적 이형성 및 개체에 나이에 따른 차이로 보고 있다.
프로토케라톱스의 몸길이는 약 1.8 미터 정도였으며 어깨높이는 0.6 미터 정도였다. 완전히 자란 성체의 몸무게는 180 kg 이내였을 것이다. 작은 표본들의 몸무게는 23 kg 정도였을 것으로 보인다. 다수의 표본들이 한 장소에서 발견된 것으로 보아 프로토케라톱스는 무리를 지어 살았을 것이다.

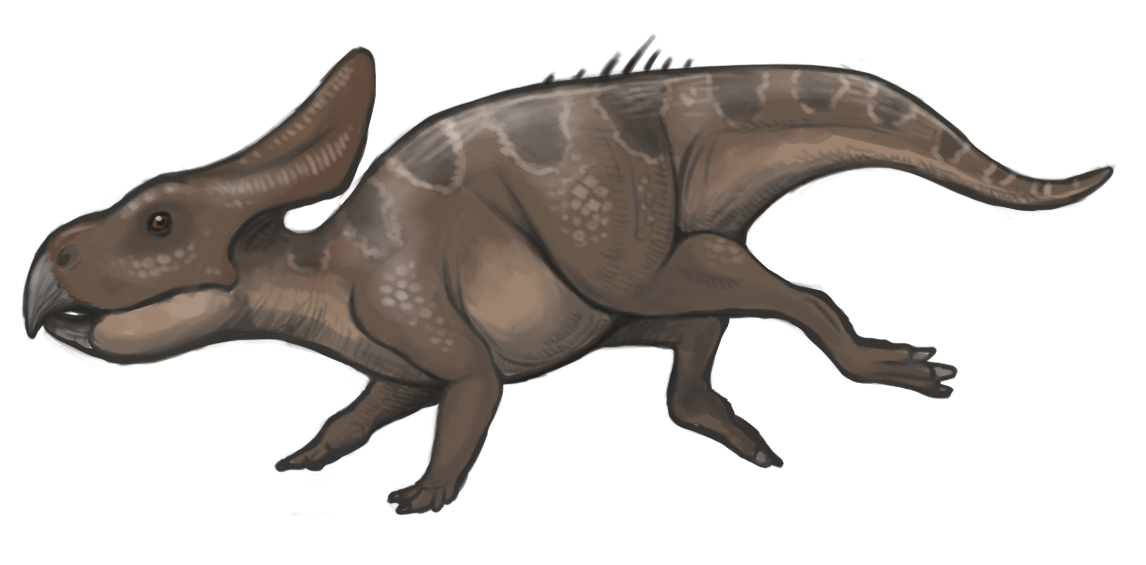
P. andrewsi의 복원도

프로토케라톱스는 상대적으로 작은 공룡이었으나 머리는 비교적 컸다. 프로토케라톱스는 큰 턱 근육을 가지고 있어 무는 힘이 셌을 것이다. 턱에는 질긴 식물을 씹기에 알맞은 십수 개의 이빨이 있었다. 두개골 앞쪽에는 커다란 부리가 있었고 네 쌍의 구멍들(fenestrae)이 있었다. 가장 앞쪽에 있는 것은 비공(naris)로 후대에 나타난 속들의 콧구멍보다 훨씬 작았다. 프로토케라톱스의 눈확(orbit)은 커서 지름이 50mm 정도였다. 눈 뒤쪽에는 조금 작은 구멍인 측두창(infratemporal fenestra)이 있었다.

## 발견과 종

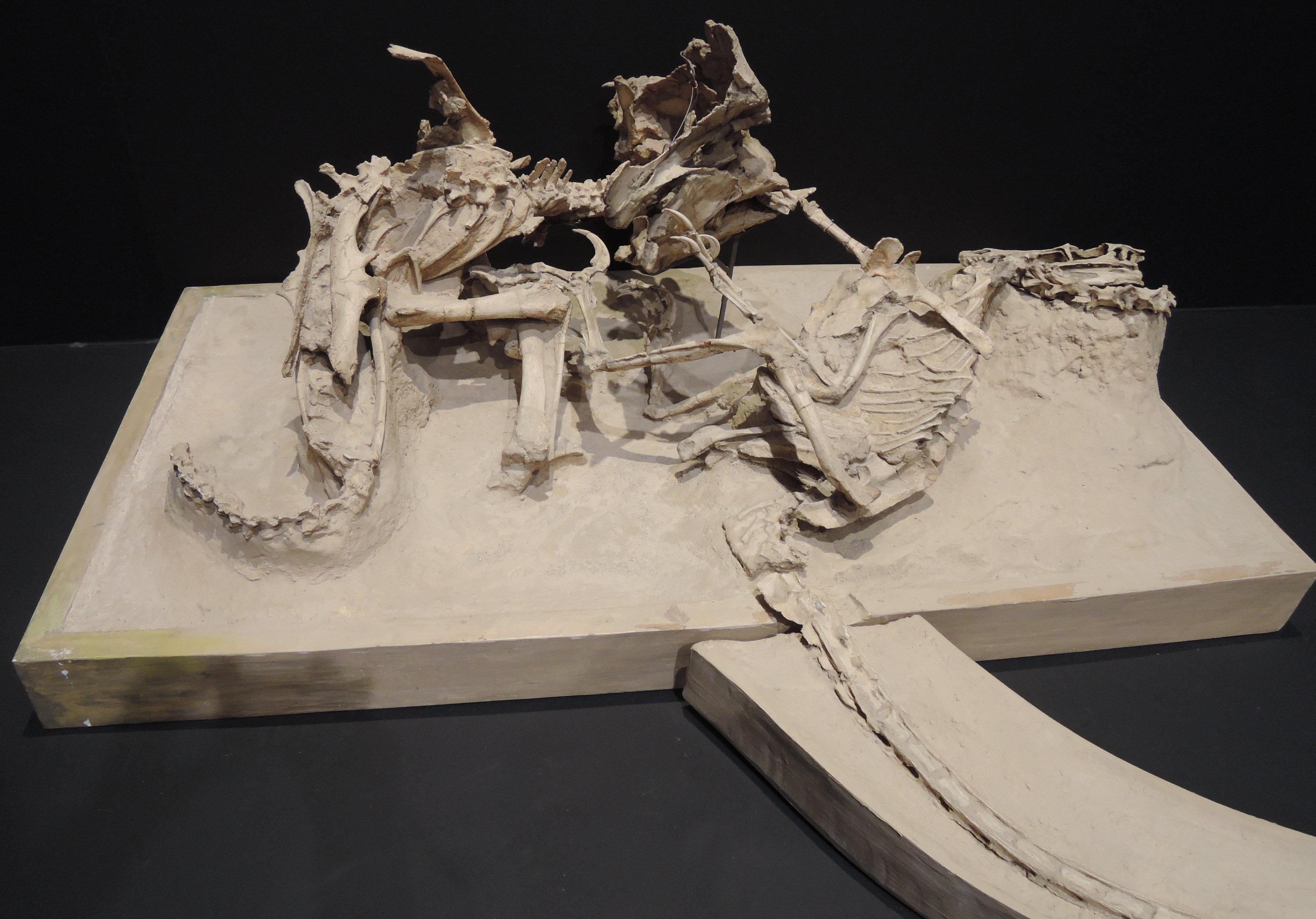
프로토케라톱스(P. andrewsi) 와 벨로키랍토르(Velociraptor mongoliensis) 가 싸우고 있는 모습

사진가인 J.B. 섀클포드가 1922년 인류의 기원을 찾기 위한 미국 탐험대의 일원으로 내몽골 간수 지방의 고비 사막에서 프로토케라톱스의 최초 표본을 발견했다. 초기 인류의 화석은 찾지 못했지만 로이 채프먼 앤드류스가 이끌었던 이 탐사에서는 다수의 프로토케라톱스 표본과 수각류인 벨로키랍토르, 오비랍토르, 그리고 각룡류인 프시타코사우루스 등의 표본들이 발견되었다.
월터 W. 그레인저와 W.K. 그레고리가 1923년에 앤드류스의 이름을 종명에 넣어 모식종인 P. andrewsi를 보고했다. 화석은 자도크타 층(Djadochta Formation)에서 발견되었으며 연대는 백악기 후기 샹파뉴절, 약 7500만년에서 7100만년인 것으로 측정되었다. 학계는 즉시 프로토케라톱스 발견이 얼마나 중요한지 깨달았고 프로토케라톱스는 "오랫동안 찾아 헤매던 트리케라톱스의 조상"이라는 찬사를 받았다. 화석의 보존상태는 매우 좋아서 어떤 표본에서는 매우 섬세한 눈 주위의 뼈인 공막고리뼈까지 보존되어 있었다.
1971년에 벨로키랍토르 몽골리엔시스(Velociraptor mongoliensis)와 프로토케라톱스 안드레우시(Protoceratops andrewsi)가 뒤엉켜 있는 화석이 몽골에서 발견되었다. 이들은 싸우던 도중에 갑작스레 들이닥친 모래폭풍이나 사구가 무너지는 밑에 깔려 동시에 죽은 것으로 보인다.

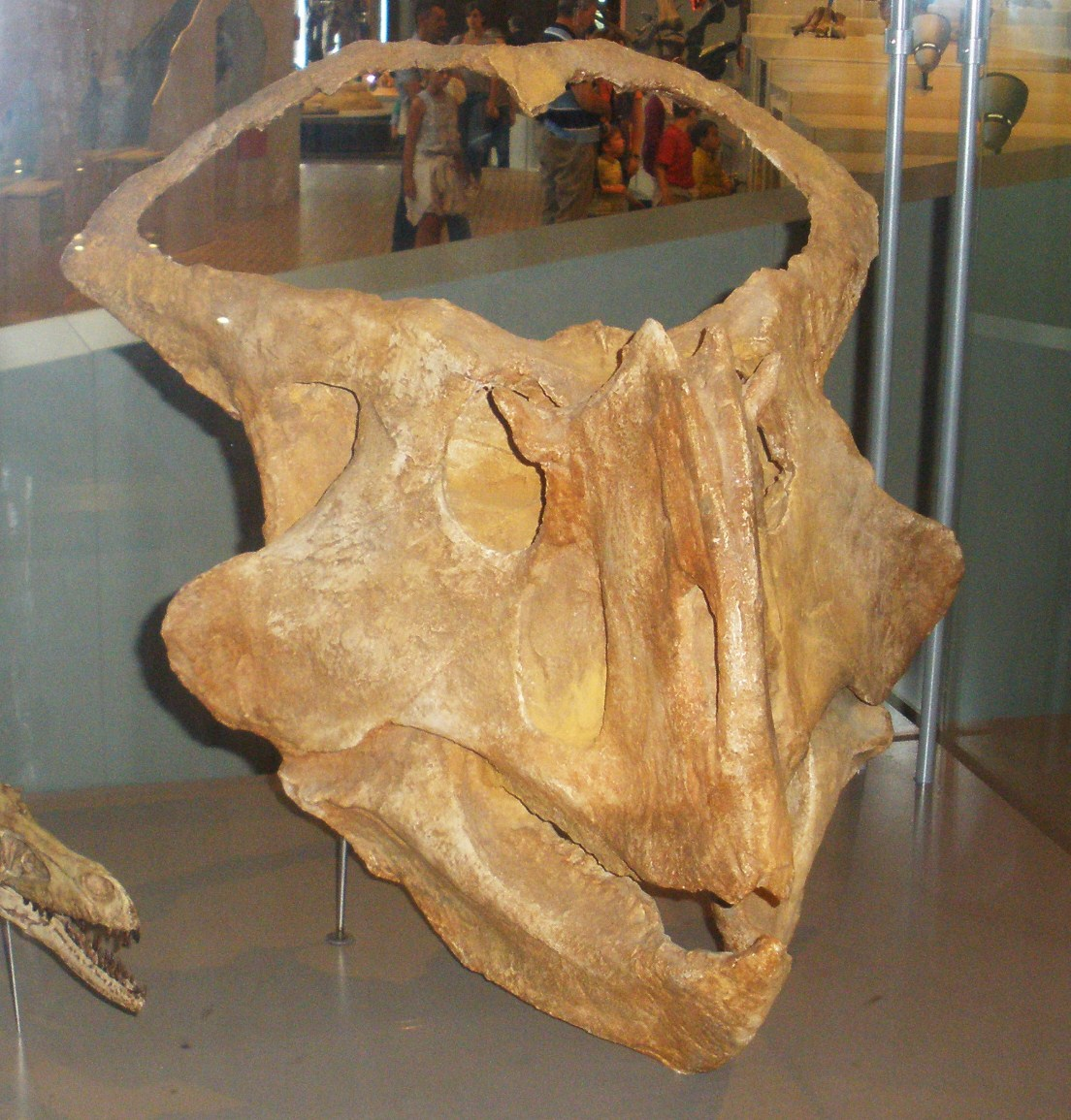
P. hellenikorhinus의 두개골

1975년에 폴란드 고생물학자인 테레사 마리안스카와 할스카 오스몰스카가 프로토케라톱스의 두번째 종을 역시 몽골의 샹파뉴절 지층에서 발견하여 보고하면서 P. kozlowskii라고 명명했다. 하지만 이 화석은 어린 개체로 보존상태가 불완전했고, 현재는 바가케라톱스 로즈데스트벤스키(Bagaceratops rozhdestvenskyi)와 동물이명인 것으로 간주된다.
2001년에 두번째 유효한 종인 P. hellenikorhinus 이 중국 내몽골의 백악기 후기, 샹파뉴절의 바얀 만다후 층에서 발견 및 명명되었다. P. hellenikorhinus는 프릴의 모양이 조금 다르고 더 견고한 광대뼈 뿔을 가지고 있다. 콧구멍 위의 아치를 이루는 뼈에는 두 개의 작은 코뿔이 나 있고, 주둥이의 앞쪽에는 이빨이 없다.
1965년 발굴된 프로토케라톱스 표본이 발자국과 함께 보존되었다는 사실이 뒤늦게 2011년에 알려졌다. 공룡과 발자국이 함께 보존된 첫번째 사례다.

## 고생물학

### 번식

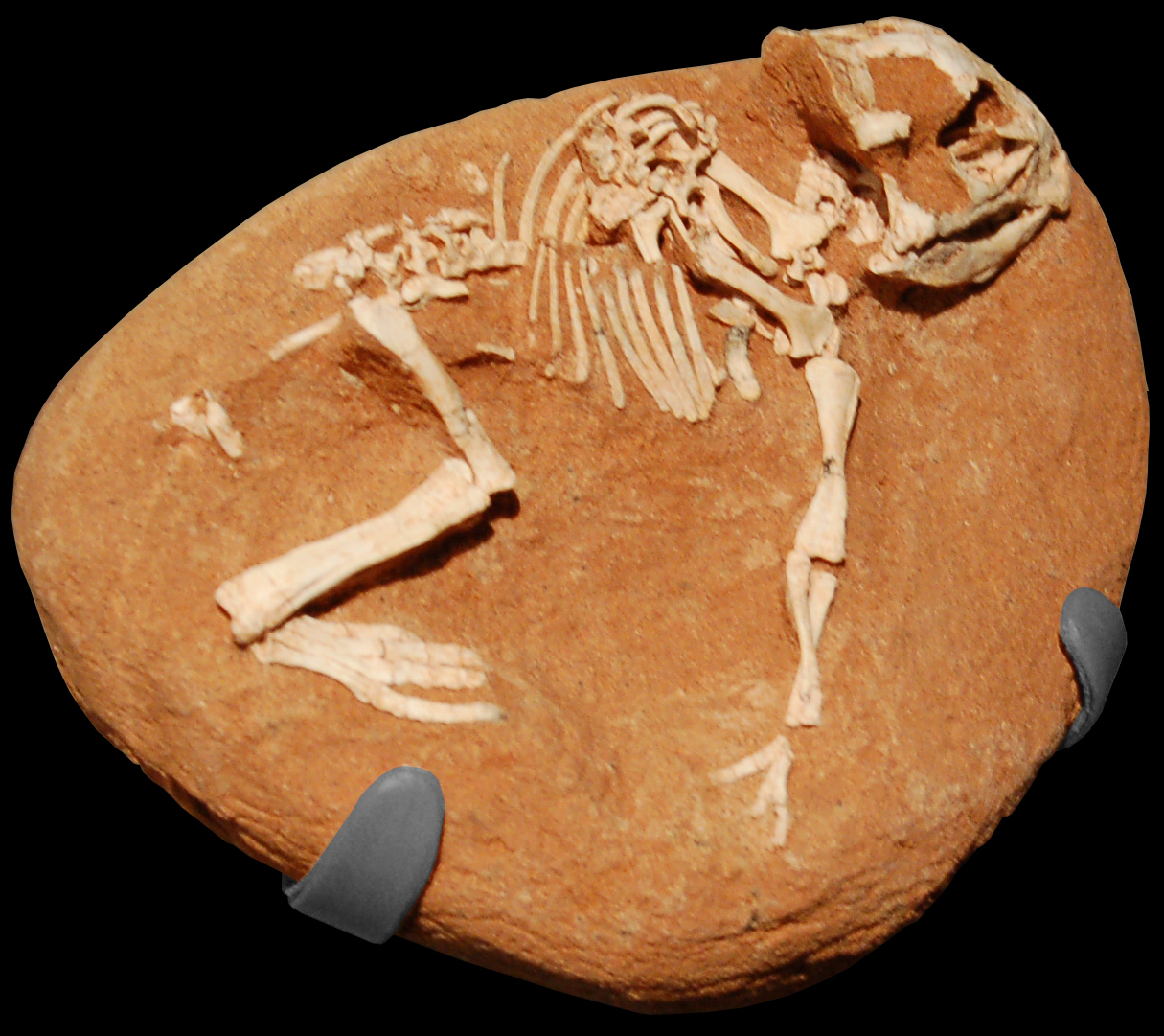
P. andrewsi의 갓 태어난 새끼

1920년대에 로이 챕먼 앤드류스가 처음으로 몽골의 고비 사막에서 화석화된 공룡알을 발견했다. 알 하나는 약 20 cm 길이였고, 갓 태어난 새끼의 몸길이는 30 cm 정도였을 것으로 추정되었다. 프로토케라톱스가 주변에서 많이 발견되었기 때문에 발견 당시 이 알은 프로토케라톱스의 것이라고 생각되었다.
동시대에 살았던 수각류인 오비랍토르가 둥지에서 같이 발견되어 오비랍토르가 프로토케라톱스의 알을 먹었던 것으로 생각되었다. 오비랍토르의 두개골이 부서져 있었는데 프로토케라톱스 어미가 둥지를 보호하기 위해서 오비랍토르를 공격한 것이 아닌가 추측했다.
1993년에 노렐과 동료들이 프로토케라톱스의 알이라고 생각했던 것 안에서 태아를 찾아냈다. 자세히 조사해 보자 오비랍토르로 밝혀졌다. 오비랍토르가 프로토케라톱스의 알을 훔쳐 먹으려다가 실패한 것이 아니라 오비랍토르가 알을 품고 있었던 것이다. 게다가 프로토케라톱스가 오비랍토르의 머리를 공격하기에는 오비랍토르의 키가 훨씬 더 커서 불가능했을 것으로 보인다.

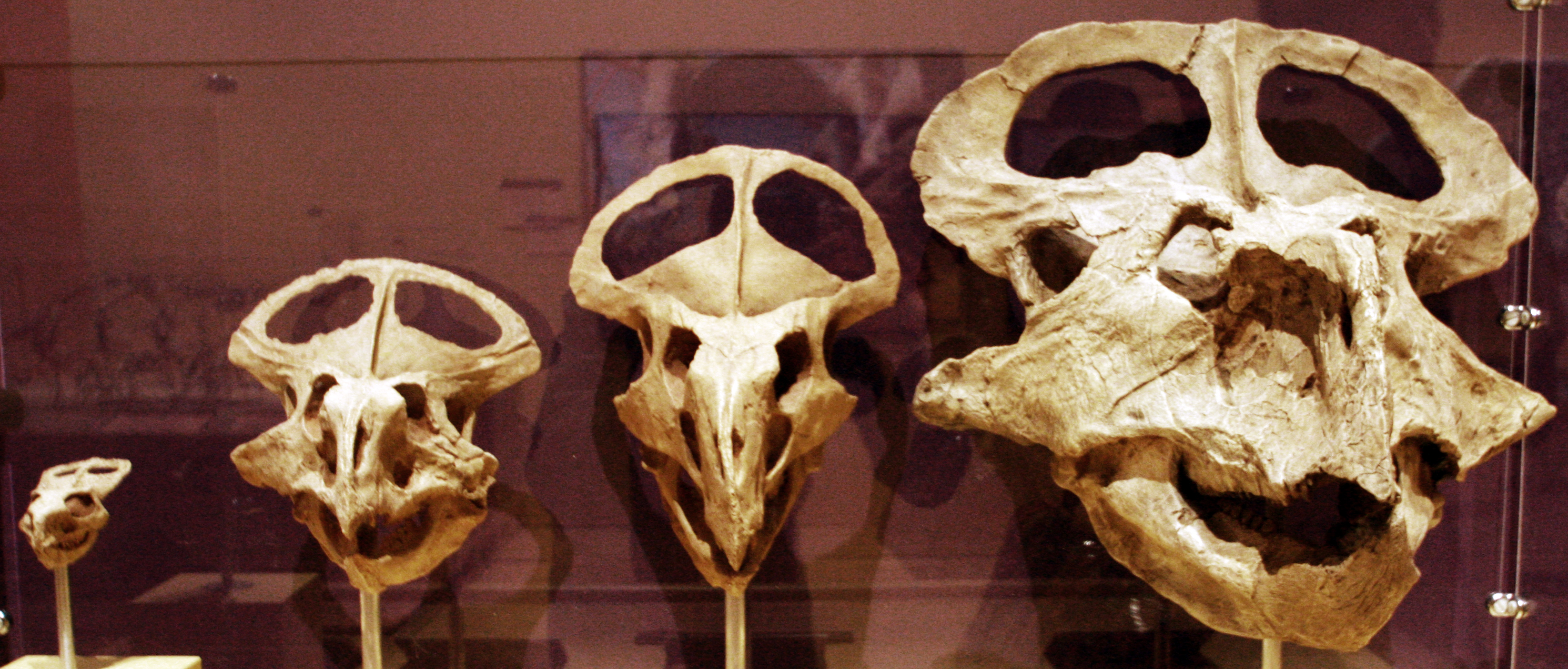
P. andrewsi 의 성장단계

2011년에 둥지에 15 마리의 어린 P. andrewsi 가 있는 것이 몽골에서 발견되었다. 프로토케라톱스의 둥지가 발견된 것은 처음이며 프로토케라톱스의 부모가 최소한 아동기의 이른 시기 동안에는 둥지에서 새끼들을 돌보았던 것으로 보인다.
프로토케라톱스가 상대적으로 원시적인 각룡류인 것을 보면 다른 각룡류들도 새끼들을 돌보았을 것이라고 짐작할 수 있다.
2017년 1월, 미국-캐나다 공동연구진은 컴퓨터단층촬영(CT)과 고해상도 현미경 등으로 배아 화석의 이빨을 관찰한 결과, 프로토케라톱스 알의 부화 기간은 83일 (약 3개월)에 달한 것으로 확인했다. 공룡 알의 부화 기간을 확인한 것은 이번이 처음으로, 알의 이빨에 하루마다 생기는 '성장선'의 개수를 통해 확인했다.

### 일일 활동 패턴
프로토케라톱스의 눈이 큰 것을 보면 이들이 야행성일 것이라는 추측이 있다. 하지만 프로토케라톱스와 현생 조류 및 파충류의 공막고리뼈(sclerotic ring)를 비교해 보면 이들이 낮 동안 짧은 간격으로 불규칙한(cathemeral) 활동 패턴을 보였으리라고 짐작할 수 있다. 따라서 프로토케라톱스와 주로 야간에 활동했던 벨로키랍토르의 싸움은 새벽이나 어둑어둑한 때에 일어났으리라고 생각된다.

## 분류

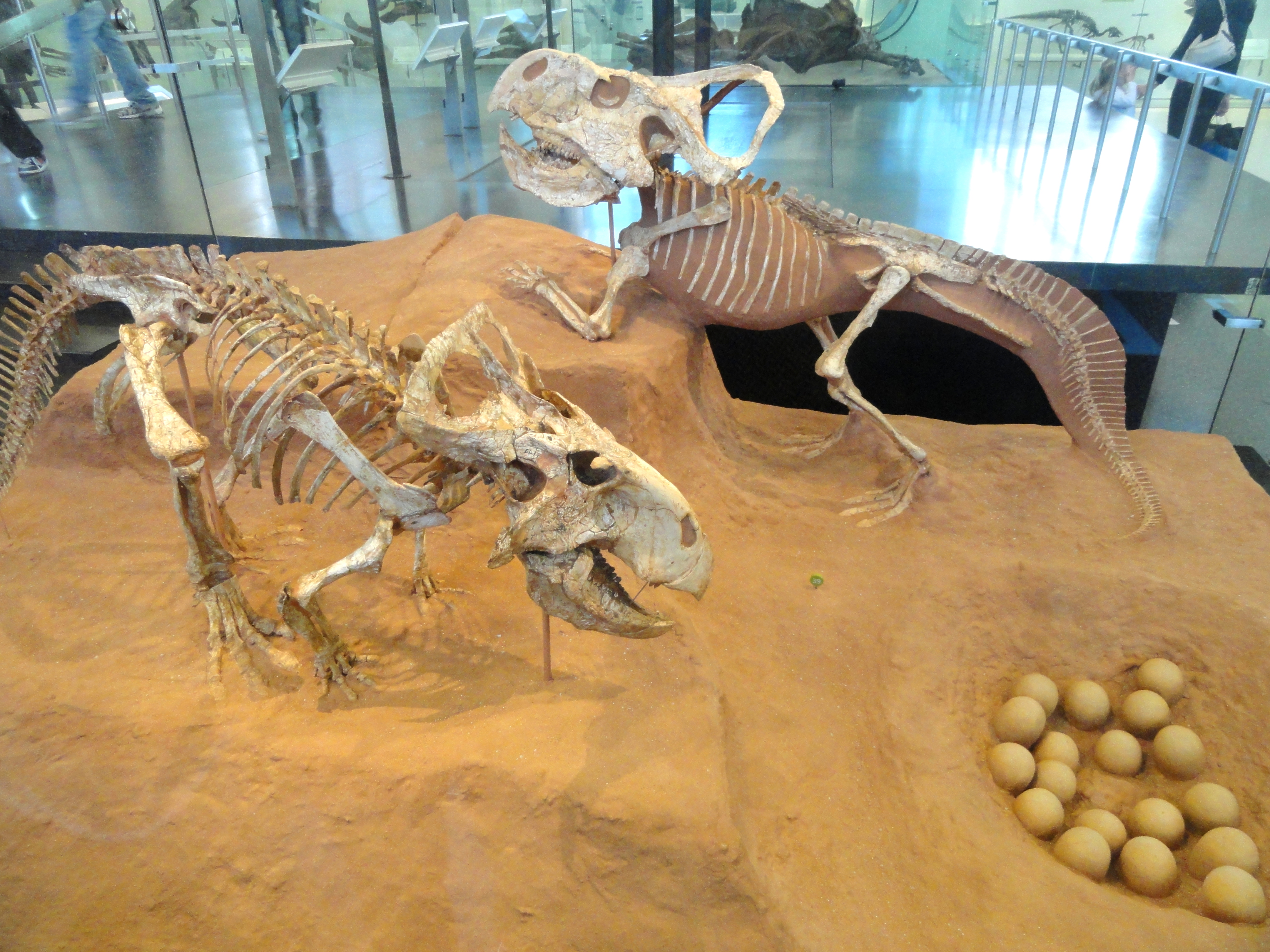
AMNH 에 있는 두 개체의 골격과 재구성된 둥지

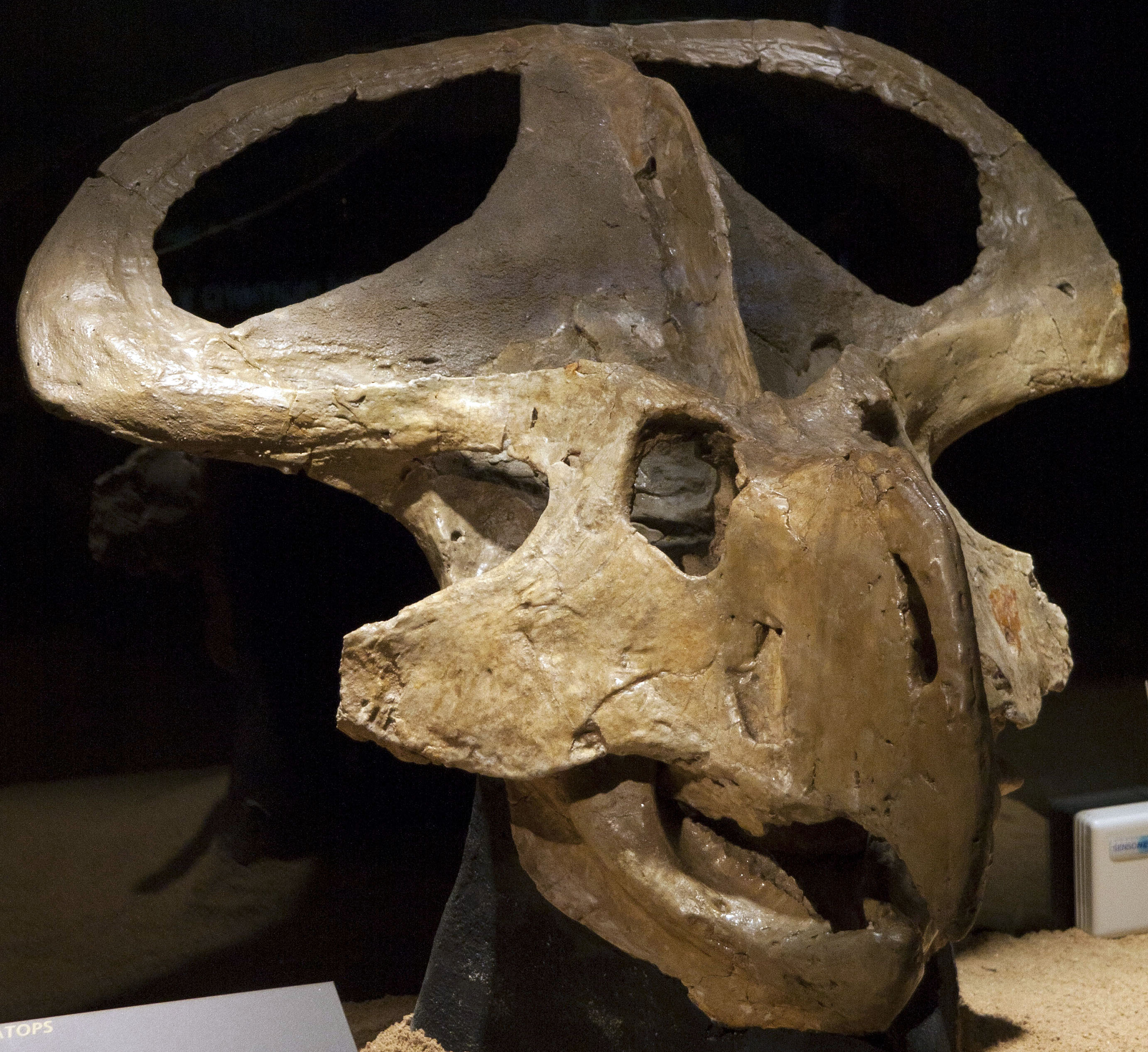
성체 P. andrewsi의 두개골

프로토케라톱스는 처음으로 명명된 프로토케라톱스과 공룡으로 과 이름이 여기에서 왔다. 프로토케라톱스과는 초식성 공룡으로 프시타코사우루스과 공룡보다는 더 분화되었지만 케라톱스과 공룡보다는 원시적인 형태이다. 이 그룹은 케라톱스과 공룡과 유사한 점이 특징이지만 달리기에 더 적합한 다리 비율을 가지고 있고 프릴이 전반적으로 작으며 큰 뿔을 가지고 있지 않다.
1998년에 폴 세레노는 프로토케라톱스과를 가지에 기반한 분지군으로 "트리케라톱스보다 프로토케라톱스에 가까운 모든 코로노사우리아 공룡들" 로 정의했다. 일부 연구자들은 바가케라톱스, 브레비케라톱스, 그라킬리케라톱스, 라마케라톱스, 마그니로스트리스, 플라티케라톱스, 그리고 세렌디파케라톱스를 프로토케라톱스과로 분류하기도 하지만 2006년에 마코비키와 노렐은 새로운 계통발생 연구를 발표하면서 프로토케라톱스과에서 몇몇 속을 제외하였다. 그 외에도 여러 계통발생 연구가 있다. 바이노케라톱스는 아마 프로토케라톱스의 동물이명일 수 있다.
아래의 분지도는 2012년 마이클 J. 라이언, 데이비드 C. 에반스, 필립 J. 커리, 칼렙 M. 브라운, 그리고 돈 브링크만의 분석을 따른 것이다.
|  | 주청케라톱스                                                        |
|  |                                                                     |
|  | \| \| 그리포케라톱스 \| \| \| \| \| \| 우네스코케라톱스 \| \| \| \| |
|  |                                                                     |
|  | 그리포케라톱스                                                      |
|  |                                                                     |
|  | 우네스코케라톱스                                                    |
|  |                                                                     |

|  | 그리포케라톱스   |
|  |                  |
|  | 우네스코케라톱스 |
|  |                  |

|  | 주청케라톱스                                                        |
|  |                                                                     |
|  | \| \| 그리포케라톱스 \| \| \| \| \| \| 우네스코케라톱스 \| \| \| \| |
|  |                                                                     |
|  | 그리포케라톱스                                                      |
|  |                                                                     |
|  | 우네스코케라톱스                                                    |
|  |                                                                     |

|  | 그리포케라톱스   |
|  |                  |
|  | 우네스코케라톱스 |
|  |                  |

|  | 주청케라톱스                                                        |
|  |                                                                     |
|  | \| \| 그리포케라톱스 \| \| \| \| \| \| 우네스코케라톱스 \| \| \| \| |
|  |                                                                     |
|  | 그리포케라톱스                                                      |
|  |                                                                     |
|  | 우네스코케라톱스                                                    |
|  |                                                                     |

|  | 그리포케라톱스   |
|  |                  |
|  | 우네스코케라톱스 |
|  |                  |

|  | 주청케라톱스                                                        |
|  |                                                                     |
|  | \| \| 그리포케라톱스 \| \| \| \| \| \| 우네스코케라톱스 \| \| \| \| |
|  |                                                                     |
|  | 그리포케라톱스                                                      |
|  |                                                                     |
|  | 우네스코케라톱스                                                    |
|  |                                                                     |

|  | 그리포케라톱스   |
|  |                  |
|  | 우네스코케라톱스 |
|  |                  |

|  | 주청케라톱스                                                        |
|  |                                                                     |
|  | \| \| 그리포케라톱스 \| \| \| \| \| \| 우네스코케라톱스 \| \| \| \| |
|  |                                                                     |
|  | 그리포케라톱스                                                      |
|  |                                                                     |
|  | 우네스코케라톱스                                                    |
|  |                                                                     |

|  | 그리포케라톱스   |
|  |                  |
|  | 우네스코케라톱스 |
|  |                  |

|  | 주청케라톱스                                                        |
|  |                                                                     |
|  | \| \| 그리포케라톱스 \| \| \| \| \| \| 우네스코케라톱스 \| \| \| \| |
|  |                                                                     |
|  | 그리포케라톱스                                                      |
|  |                                                                     |
|  | 우네스코케라톱스                                                    |
|  |                                                                     |

|  | 그리포케라톱스   |
|  |                  |
|  | 우네스코케라톱스 |
|  |                  |

|  | 주청케라톱스                                                        |
|  |                                                                     |
|  | \| \| 그리포케라톱스 \| \| \| \| \| \| 우네스코케라톱스 \| \| \| \| |
|  |                                                                     |
|  | 그리포케라톱스                                                      |
|  |                                                                     |
|  | 우네스코케라톱스                                                    |
|  |                                                                     |

|  | 그리포케라톱스   |
|  |                  |
|  | 우네스코케라톱스 |
|  |                  |

|  | 주청케라톱스                                                        |
|  |                                                                     |
|  | \| \| 그리포케라톱스 \| \| \| \| \| \| 우네스코케라톱스 \| \| \| \| |
|  |                                                                     |
|  | 그리포케라톱스                                                      |
|  |                                                                     |
|  | 우네스코케라톱스                                                    |
|  |                                                                     |

|  | 그리포케라톱스   |
|  |                  |
|  | 우네스코케라톱스 |
|  |                  |

|  | 주청케라톱스                                                        |
|  |                                                                     |
|  | \| \| 그리포케라톱스 \| \| \| \| \| \| 우네스코케라톱스 \| \| \| \| |
|  |                                                                     |
|  | 그리포케라톱스                                                      |
|  |                                                                     |
|  | 우네스코케라톱스                                                    |
|  |                                                                     |

|  | 그리포케라톱스   |
|  |                  |
|  | 우네스코케라톱스 |
|  |                  |

|  | 주청케라톱스                                                        |
|  |                                                                     |
|  | \| \| 그리포케라톱스 \| \| \| \| \| \| 우네스코케라톱스 \| \| \| \| |
|  |                                                                     |
|  | 그리포케라톱스                                                      |
|  |                                                                     |
|  | 우네스코케라톱스                                                    |
|  |                                                                     |

|  | 그리포케라톱스   |
|  |                  |
|  | 우네스코케라톱스 |
|  |                  |

|  | 주청케라톱스                                                        |
|  |                                                                     |
|  | \| \| 그리포케라톱스 \| \| \| \| \| \| 우네스코케라톱스 \| \| \| \| |
|  |                                                                     |
|  | 그리포케라톱스                                                      |
|  |                                                                     |
|  | 우네스코케라톱스                                                    |
|  |                                                                     |

|  | 그리포케라톱스   |
|  |                  |
|  | 우네스코케라톱스 |
|  |                  |

|  | 주청케라톱스                                                        |
|  |                                                                     |
|  | \| \| 그리포케라톱스 \| \| \| \| \| \| 우네스코케라톱스 \| \| \| \| |
|  |                                                                     |
|  | 그리포케라톱스                                                      |
|  |                                                                     |
|  | 우네스코케라톱스                                                    |
|  |                                                                     |

|  | 그리포케라톱스   |
|  |                  |
|  | 우네스코케라톱스 |
|  |                  |

|  | 주청케라톱스                                                        |
|  |                                                                     |
|  | \| \| 그리포케라톱스 \| \| \| \| \| \| 우네스코케라톱스 \| \| \| \| |
|  |                                                                     |
|  | 그리포케라톱스                                                      |
|  |                                                                     |
|  | 우네스코케라톱스                                                    |
|  |                                                                     |

|  | 그리포케라톱스   |
|  |                  |
|  | 우네스코케라톱스 |
|  |                  |

|  | 주청케라톱스                                                        |
|  |                                                                     |
|  | \| \| 그리포케라톱스 \| \| \| \| \| \| 우네스코케라톱스 \| \| \| \| |
|  |                                                                     |
|  | 그리포케라톱스                                                      |
|  |                                                                     |
|  | 우네스코케라톱스                                                    |
|  |                                                                     |

|  | 그리포케라톱스   |
|  |                  |
|  | 우네스코케라톱스 |
|  |                  |

|  | 주청케라톱스                                                        |
|  |                                                                     |
|  | \| \| 그리포케라톱스 \| \| \| \| \| \| 우네스코케라톱스 \| \| \| \| |
|  |                                                                     |
|  | 그리포케라톱스                                                      |
|  |                                                                     |
|  | 우네스코케라톱스                                                    |
|  |                                                                     |

|  | 그리포케라톱스   |
|  |                  |
|  | 우네스코케라톱스 |
|  |                  |

|  | 주청케라톱스                                                        |
|  |                                                                     |
|  | \| \| 그리포케라톱스 \| \| \| \| \| \| 우네스코케라톱스 \| \| \| \| |
|  |                                                                     |
|  | 그리포케라톱스                                                      |
|  |                                                                     |
|  | 우네스코케라톱스                                                    |
|  |                                                                     |

|  | 그리포케라톱스   |
|  |                  |
|  | 우네스코케라톱스 |
|  |                  |

|  | 주청케라톱스                                                        |
|  |                                                                     |
|  | \| \| 그리포케라톱스 \| \| \| \| \| \| 우네스코케라톱스 \| \| \| \| |
|  |                                                                     |
|  | 그리포케라톱스                                                      |
|  |                                                                     |
|  | 우네스코케라톱스                                                    |
|  |                                                                     |

|  | 그리포케라톱스   |
|  |                  |
|  | 우네스코케라톱스 |
|  |                  |

|  | 주청케라톱스                                                        |
|  |                                                                     |
|  | \| \| 그리포케라톱스 \| \| \| \| \| \| 우네스코케라톱스 \| \| \| \| |
|  |                                                                     |
|  | 그리포케라톱스                                                      |
|  |                                                                     |
|  | 우네스코케라톱스                                                    |
|  |                                                                     |

|  | 그리포케라톱스   |
|  |                  |
|  | 우네스코케라톱스 |
|  |                  |

|  | 주청케라톱스                                                        |
|  |                                                                     |
|  | \| \| 그리포케라톱스 \| \| \| \| \| \| 우네스코케라톱스 \| \| \| \| |
|  |                                                                     |
|  | 그리포케라톱스                                                      |
|  |                                                                     |
|  | 우네스코케라톱스                                                    |
|  |                                                                     |

|  | 그리포케라톱스   |
|  |                  |
|  | 우네스코케라톱스 |
|  |                  |

|  | 주청케라톱스                                                        |
|  |                                                                     |
|  | \| \| 그리포케라톱스 \| \| \| \| \| \| 우네스코케라톱스 \| \| \| \| |
|  |                                                                     |
|  | 그리포케라톱스                                                      |
|  |                                                                     |
|  | 우네스코케라톱스                                                    |
|  |                                                                     |

|  | 그리포케라톱스   |
|  |                  |
|  | 우네스코케라톱스 |
|  |                  |

|  | 주청케라톱스                                                        |
|  |                                                                     |
|  | \| \| 그리포케라톱스 \| \| \| \| \| \| 우네스코케라톱스 \| \| \| \| |
|  |                                                                     |
|  | 그리포케라톱스                                                      |
|  |                                                                     |
|  | 우네스코케라톱스                                                    |
|  |                                                                     |

|  | 그리포케라톱스   |
|  |                  |
|  | 우네스코케라톱스 |
|  |                  |

|  | 주청케라톱스                                                        |
|  |                                                                     |
|  | \| \| 그리포케라톱스 \| \| \| \| \| \| 우네스코케라톱스 \| \| \| \| |
|  |                                                                     |
|  | 그리포케라톱스                                                      |
|  |                                                                     |
|  | 우네스코케라톱스                                                    |
|  |                                                                     |

|  | 그리포케라톱스   |
|  |                  |
|  | 우네스코케라톱스 |
|  |                  |

|  | 주청케라톱스                                                        |
|  |                                                                     |
|  | \| \| 그리포케라톱스 \| \| \| \| \| \| 우네스코케라톱스 \| \| \| \| |
|  |                                                                     |
|  | 그리포케라톱스                                                      |
|  |                                                                     |
|  | 우네스코케라톱스                                                    |
|  |                                                                     |

|  | 그리포케라톱스   |
|  |                  |
|  | 우네스코케라톱스 |
|  |                  |

|  | 주청케라톱스                                                        |
|  |                                                                     |
|  | \| \| 그리포케라톱스 \| \| \| \| \| \| 우네스코케라톱스 \| \| \| \| |
|  |                                                                     |
|  | 그리포케라톱스                                                      |
|  |                                                                     |
|  | 우네스코케라톱스                                                    |
|  |                                                                     |

|  | 그리포케라톱스   |
|  |                  |
|  | 우네스코케라톱스 |
|  |                  |

|  | 주청케라톱스                                                        |
|  |                                                                     |
|  | \| \| 그리포케라톱스 \| \| \| \| \| \| 우네스코케라톱스 \| \| \| \| |
|  |                                                                     |
|  | 그리포케라톱스                                                      |
|  |                                                                     |
|  | 우네스코케라톱스                                                    |
|  |                                                                     |

|  | 그리포케라톱스   |
|  |                  |
|  | 우네스코케라톱스 |
|  |                  |

|  | 주청케라톱스                                                        |
|  |                                                                     |
|  | \| \| 그리포케라톱스 \| \| \| \| \| \| 우네스코케라톱스 \| \| \| \| |
|  |                                                                     |
|  | 그리포케라톱스                                                      |
|  |                                                                     |
|  | 우네스코케라톱스                                                    |
|  |                                                                     |

|  | 그리포케라톱스   |
|  |                  |
|  | 우네스코케라톱스 |
|  |                  |

|  | 주청케라톱스                                                        |
|  |                                                                     |
|  | \| \| 그리포케라톱스 \| \| \| \| \| \| 우네스코케라톱스 \| \| \| \| |
|  |                                                                     |
|  | 그리포케라톱스                                                      |
|  |                                                                     |
|  | 우네스코케라톱스                                                    |
|  |                                                                     |

|  | 그리포케라톱스   |
|  |                  |
|  | 우네스코케라톱스 |
|  |                  |

|  | 주청케라톱스                                                        |
|  |                                                                     |
|  | \| \| 그리포케라톱스 \| \| \| \| \| \| 우네스코케라톱스 \| \| \| \| |
|  |                                                                     |
|  | 그리포케라톱스                                                      |
|  |                                                                     |
|  | 우네스코케라톱스                                                    |
|  |                                                                     |

|  | 그리포케라톱스   |
|  |                  |
|  | 우네스코케라톱스 |
|  |                  |

|  | 주청케라톱스                                                        |
|  |                                                                     |
|  | \| \| 그리포케라톱스 \| \| \| \| \| \| 우네스코케라톱스 \| \| \| \| |
|  |                                                                     |
|  | 그리포케라톱스                                                      |
|  |                                                                     |
|  | 우네스코케라톱스                                                    |
|  |                                                                     |

|  | 그리포케라톱스   |
|  |                  |
|  | 우네스코케라톱스 |
|  |                  |

|  | 주청케라톱스                                                        |
|  |                                                                     |
|  | \| \| 그리포케라톱스 \| \| \| \| \| \| 우네스코케라톱스 \| \| \| \| |
|  |                                                                     |
|  | 그리포케라톱스                                                      |
|  |                                                                     |
|  | 우네스코케라톱스                                                    |
|  |                                                                     |

|  | 그리포케라톱스   |
|  |                  |
|  | 우네스코케라톱스 |
|  |                  |

|  | 주청케라톱스                                                        |
|  |                                                                     |
|  | \| \| 그리포케라톱스 \| \| \| \| \| \| 우네스코케라톱스 \| \| \| \| |
|  |                                                                     |
|  | 그리포케라톱스                                                      |
|  |                                                                     |
|  | 우네스코케라톱스                                                    |
|  |                                                                     |

|  | 그리포케라톱스   |
|  |                  |
|  | 우네스코케라톱스 |
|  |                  |

|  | 주청케라톱스                                                        |
|  |                                                                     |
|  | \| \| 그리포케라톱스 \| \| \| \| \| \| 우네스코케라톱스 \| \| \| \| |
|  |                                                                     |
|  | 그리포케라톱스                                                      |
|  |                                                                     |
|  | 우네스코케라톱스                                                    |
|  |                                                                     |

|  | 그리포케라톱스   |
|  |                  |
|  | 우네스코케라톱스 |
|  |                  |

|  | 바가케라톱스   |
|  |                |
|  | 프로토케라톱스 |
|  |                |

|  | 주니케라톱스 |
|  |              |
|  | 케라톱스과   |
|  |              |

|  | 바가케라톱스   |
|  |                |
|  | 프로토케라톱스 |
|  |                |

|  | 주니케라톱스 |
|  |              |
|  | 케라톱스과   |
|  |              |

|  | 바가케라톱스   |
|  |                |
|  | 프로토케라톱스 |
|  |                |

|  | 주니케라톱스 |
|  |              |
|  | 케라톱스과   |
|  |              |

|  | 바가케라톱스   |
|  |                |
|  | 프로토케라톱스 |
|  |                |

|  | 주니케라톱스 |
|  |              |
|  | 케라톱스과   |
|  |              |

|  | 주청케라톱스                                                        |
|  |                                                                     |
|  | \| \| 그리포케라톱스 \| \| \| \| \| \| 우네스코케라톱스 \| \| \| \| |
|  |                                                                     |
|  | 그리포케라톱스                                                      |
|  |                                                                     |
|  | 우네스코케라톱스                                                    |
|  |                                                                     |

|  | 그리포케라톱스   |
|  |                  |
|  | 우네스코케라톱스 |
|  |                  |

|  | 주청케라톱스                                                        |
|  |                                                                     |
|  | \| \| 그리포케라톱스 \| \| \| \| \| \| 우네스코케라톱스 \| \| \| \| |
|  |                                                                     |
|  | 그리포케라톱스                                                      |
|  |                                                                     |
|  | 우네스코케라톱스                                                    |
|  |                                                                     |

|  | 그리포케라톱스   |
|  |                  |
|  | 우네스코케라톱스 |
|  |                  |

|  | 주청케라톱스                                                        |
|  |                                                                     |
|  | \| \| 그리포케라톱스 \| \| \| \| \| \| 우네스코케라톱스 \| \| \| \| |
|  |                                                                     |
|  | 그리포케라톱스                                                      |
|  |                                                                     |
|  | 우네스코케라톱스                                                    |
|  |                                                                     |

|  | 그리포케라톱스   |
|  |                  |
|  | 우네스코케라톱스 |
|  |                  |

|  | 주청케라톱스                                                        |
|  |                                                                     |
|  | \| \| 그리포케라톱스 \| \| \| \| \| \| 우네스코케라톱스 \| \| \| \| |
|  |                                                                     |
|  | 그리포케라톱스                                                      |
|  |                                                                     |
|  | 우네스코케라톱스                                                    |
|  |                                                                     |

|  | 그리포케라톱스   |
|  |                  |
|  | 우네스코케라톱스 |
|  |                  |

|  | 주청케라톱스                                                        |
|  |                                                                     |
|  | \| \| 그리포케라톱스 \| \| \| \| \| \| 우네스코케라톱스 \| \| \| \| |
|  |                                                                     |
|  | 그리포케라톱스                                                      |
|  |                                                                     |
|  | 우네스코케라톱스                                                    |
|  |                                                                     |

|  | 그리포케라톱스   |
|  |                  |
|  | 우네스코케라톱스 |
|  |                  |

|  | 주청케라톱스                                                        |
|  |                                                                     |
|  | \| \| 그리포케라톱스 \| \| \| \| \| \| 우네스코케라톱스 \| \| \| \| |
|  |                                                                     |
|  | 그리포케라톱스                                                      |
|  |                                                                     |
|  | 우네스코케라톱스                                                    |
|  |                                                                     |

|  | 그리포케라톱스   |
|  |                  |
|  | 우네스코케라톱스 |
|  |                  |

|  | 주청케라톱스                                                        |
|  |                                                                     |
|  | \| \| 그리포케라톱스 \| \| \| \| \| \| 우네스코케라톱스 \| \| \| \| |
|  |                                                                     |
|  | 그리포케라톱스                                                      |
|  |                                                                     |
|  | 우네스코케라톱스                                                    |
|  |                                                                     |

|  | 그리포케라톱스   |
|  |                  |
|  | 우네스코케라톱스 |
|  |                  |

|  | 주청케라톱스                                                        |
|  |                                                                     |
|  | \| \| 그리포케라톱스 \| \| \| \| \| \| 우네스코케라톱스 \| \| \| \| |
|  |                                                                     |
|  | 그리포케라톱스                                                      |
|  |                                                                     |
|  | 우네스코케라톱스                                                    |
|  |                                                                     |

|  | 그리포케라톱스   |
|  |                  |
|  | 우네스코케라톱스 |
|  |                  |

|  | 주청케라톱스                                                        |
|  |                                                                     |
|  | \| \| 그리포케라톱스 \| \| \| \| \| \| 우네스코케라톱스 \| \| \| \| |
|  |                                                                     |
|  | 그리포케라톱스                                                      |
|  |                                                                     |
|  | 우네스코케라톱스                                                    |
|  |                                                                     |

|  | 그리포케라톱스   |
|  |                  |
|  | 우네스코케라톱스 |
|  |                  |

|  | 주청케라톱스                                                        |
|  |                                                                     |
|  | \| \| 그리포케라톱스 \| \| \| \| \| \| 우네스코케라톱스 \| \| \| \| |
|  |                                                                     |
|  | 그리포케라톱스                                                      |
|  |                                                                     |
|  | 우네스코케라톱스                                                    |
|  |                                                                     |

|  | 그리포케라톱스   |
|  |                  |
|  | 우네스코케라톱스 |
|  |                  |

|  | 주청케라톱스                                                        |
|  |                                                                     |
|  | \| \| 그리포케라톱스 \| \| \| \| \| \| 우네스코케라톱스 \| \| \| \| |
|  |                                                                     |
|  | 그리포케라톱스                                                      |
|  |                                                                     |
|  | 우네스코케라톱스                                                    |
|  |                                                                     |

|  | 그리포케라톱스   |
|  |                  |
|  | 우네스코케라톱스 |
|  |                  |

|  | 주청케라톱스                                                        |
|  |                                                                     |
|  | \| \| 그리포케라톱스 \| \| \| \| \| \| 우네스코케라톱스 \| \| \| \| |
|  |                                                                     |
|  | 그리포케라톱스                                                      |
|  |                                                                     |
|  | 우네스코케라톱스                                                    |
|  |                                                                     |

|  | 그리포케라톱스   |
|  |                  |
|  | 우네스코케라톱스 |
|  |                  |

|  | 주청케라톱스                                                        |
|  |                                                                     |
|  | \| \| 그리포케라톱스 \| \| \| \| \| \| 우네스코케라톱스 \| \| \| \| |
|  |                                                                     |
|  | 그리포케라톱스                                                      |
|  |                                                                     |
|  | 우네스코케라톱스                                                    |
|  |                                                                     |

|  | 그리포케라톱스   |
|  |                  |
|  | 우네스코케라톱스 |
|  |                  |

|  | 주청케라톱스                                                        |
|  |                                                                     |
|  | \| \| 그리포케라톱스 \| \| \| \| \| \| 우네스코케라톱스 \| \| \| \| |
|  |                                                                     |
|  | 그리포케라톱스                                                      |
|  |                                                                     |
|  | 우네스코케라톱스                                                    |
|  |                                                                     |

|  | 그리포케라톱스   |
|  |                  |
|  | 우네스코케라톱스 |
|  |                  |

|  | 주청케라톱스                                                        |
|  |                                                                     |
|  | \| \| 그리포케라톱스 \| \| \| \| \| \| 우네스코케라톱스 \| \| \| \| |
|  |                                                                     |
|  | 그리포케라톱스                                                      |
|  |                                                                     |
|  | 우네스코케라톱스                                                    |
|  |                                                                     |

|  | 그리포케라톱스   |
|  |                  |
|  | 우네스코케라톱스 |
|  |                  |

|  | 주청케라톱스                                                        |
|  |                                                                     |
|  | \| \| 그리포케라톱스 \| \| \| \| \| \| 우네스코케라톱스 \| \| \| \| |
|  |                                                                     |
|  | 그리포케라톱스                                                      |
|  |                                                                     |
|  | 우네스코케라톱스                                                    |
|  |                                                                     |

|  | 그리포케라톱스   |
|  |                  |
|  | 우네스코케라톱스 |
|  |                  |

|  | 주청케라톱스                                                        |
|  |                                                                     |
|  | \| \| 그리포케라톱스 \| \| \| \| \| \| 우네스코케라톱스 \| \| \| \| |
|  |                                                                     |
|  | 그리포케라톱스                                                      |
|  |                                                                     |
|  | 우네스코케라톱스                                                    |
|  |                                                                     |

|  | 그리포케라톱스   |
|  |                  |
|  | 우네스코케라톱스 |
|  |                  |

|  | 주청케라톱스                                                        |
|  |                                                                     |
|  | \| \| 그리포케라톱스 \| \| \| \| \| \| 우네스코케라톱스 \| \| \| \| |
|  |                                                                     |
|  | 그리포케라톱스                                                      |
|  |                                                                     |
|  | 우네스코케라톱스                                                    |
|  |                                                                     |

|  | 그리포케라톱스   |
|  |                  |
|  | 우네스코케라톱스 |
|  |                  |

|  | 주청케라톱스                                                        |
|  |                                                                     |
|  | \| \| 그리포케라톱스 \| \| \| \| \| \| 우네스코케라톱스 \| \| \| \| |
|  |                                                                     |
|  | 그리포케라톱스                                                      |
|  |                                                                     |
|  | 우네스코케라톱스                                                    |
|  |                                                                     |

|  | 그리포케라톱스   |
|  |                  |
|  | 우네스코케라톱스 |
|  |                  |

|  | 주청케라톱스                                                        |
|  |                                                                     |
|  | \| \| 그리포케라톱스 \| \| \| \| \| \| 우네스코케라톱스 \| \| \| \| |
|  |                                                                     |
|  | 그리포케라톱스                                                      |
|  |                                                                     |
|  | 우네스코케라톱스                                                    |
|  |                                                                     |

|  | 그리포케라톱스   |
|  |                  |
|  | 우네스코케라톱스 |
|  |                  |

|  | 주청케라톱스                                                        |
|  |                                                                     |
|  | \| \| 그리포케라톱스 \| \| \| \| \| \| 우네스코케라톱스 \| \| \| \| |
|  |                                                                     |
|  | 그리포케라톱스                                                      |
|  |                                                                     |
|  | 우네스코케라톱스                                                    |
|  |                                                                     |

|  | 그리포케라톱스   |
|  |                  |
|  | 우네스코케라톱스 |
|  |                  |

|  | 주청케라톱스                                                        |
|  |                                                                     |
|  | \| \| 그리포케라톱스 \| \| \| \| \| \| 우네스코케라톱스 \| \| \| \| |
|  |                                                                     |
|  | 그리포케라톱스                                                      |
|  |                                                                     |
|  | 우네스코케라톱스                                                    |
|  |                                                                     |

|  | 그리포케라톱스   |
|  |                  |
|  | 우네스코케라톱스 |
|  |                  |

|  | 주청케라톱스                                                        |
|  |                                                                     |
|  | \| \| 그리포케라톱스 \| \| \| \| \| \| 우네스코케라톱스 \| \| \| \| |
|  |                                                                     |
|  | 그리포케라톱스                                                      |
|  |                                                                     |
|  | 우네스코케라톱스                                                    |
|  |                                                                     |

|  | 그리포케라톱스   |
|  |                  |
|  | 우네스코케라톱스 |
|  |                  |

|  | 주청케라톱스                                                        |
|  |                                                                     |
|  | \| \| 그리포케라톱스 \| \| \| \| \| \| 우네스코케라톱스 \| \| \| \| |
|  |                                                                     |
|  | 그리포케라톱스                                                      |
|  |                                                                     |
|  | 우네스코케라톱스                                                    |
|  |                                                                     |

|  | 그리포케라톱스   |
|  |                  |
|  | 우네스코케라톱스 |
|  |                  |

|  | 주청케라톱스                                                        |
|  |                                                                     |
|  | \| \| 그리포케라톱스 \| \| \| \| \| \| 우네스코케라톱스 \| \| \| \| |
|  |                                                                     |
|  | 그리포케라톱스                                                      |
|  |                                                                     |
|  | 우네스코케라톱스                                                    |
|  |                                                                     |

|  | 그리포케라톱스   |
|  |                  |
|  | 우네스코케라톱스 |
|  |                  |

|  | 주청케라톱스                                                        |
|  |                                                                     |
|  | \| \| 그리포케라톱스 \| \| \| \| \| \| 우네스코케라톱스 \| \| \| \| |
|  |                                                                     |
|  | 그리포케라톱스                                                      |
|  |                                                                     |
|  | 우네스코케라톱스                                                    |
|  |                                                                     |

|  | 그리포케라톱스   |
|  |                  |
|  | 우네스코케라톱스 |
|  |                  |

|  | 주청케라톱스                                                        |
|  |                                                                     |
|  | \| \| 그리포케라톱스 \| \| \| \| \| \| 우네스코케라톱스 \| \| \| \| |
|  |                                                                     |
|  | 그리포케라톱스                                                      |
|  |                                                                     |
|  | 우네스코케라톱스                                                    |
|  |                                                                     |

|  | 그리포케라톱스   |
|  |                  |
|  | 우네스코케라톱스 |
|  |                  |

|  | 주청케라톱스                                                        |
|  |                                                                     |
|  | \| \| 그리포케라톱스 \| \| \| \| \| \| 우네스코케라톱스 \| \| \| \| |
|  |                                                                     |
|  | 그리포케라톱스                                                      |
|  |                                                                     |
|  | 우네스코케라톱스                                                    |
|  |                                                                     |

|  | 그리포케라톱스   |
|  |                  |
|  | 우네스코케라톱스 |
|  |                  |

|  | 주청케라톱스                                                        |
|  |                                                                     |
|  | \| \| 그리포케라톱스 \| \| \| \| \| \| 우네스코케라톱스 \| \| \| \| |
|  |                                                                     |
|  | 그리포케라톱스                                                      |
|  |                                                                     |
|  | 우네스코케라톱스                                                    |
|  |                                                                     |

|  | 그리포케라톱스   |
|  |                  |
|  | 우네스코케라톱스 |
|  |                  |

|  | 주청케라톱스                                                        |
|  |                                                                     |
|  | \| \| 그리포케라톱스 \| \| \| \| \| \| 우네스코케라톱스 \| \| \| \| |
|  |                                                                     |
|  | 그리포케라톱스                                                      |
|  |                                                                     |
|  | 우네스코케라톱스                                                    |
|  |                                                                     |

|  | 그리포케라톱스   |
|  |                  |
|  | 우네스코케라톱스 |
|  |                  |

|  | 주청케라톱스                                                        |
|  |                                                                     |
|  | \| \| 그리포케라톱스 \| \| \| \| \| \| 우네스코케라톱스 \| \| \| \| |
|  |                                                                     |
|  | 그리포케라톱스                                                      |
|  |                                                                     |
|  | 우네스코케라톱스                                                    |
|  |                                                                     |

|  | 그리포케라톱스   |
|  |                  |
|  | 우네스코케라톱스 |
|  |                  |

|  | 주청케라톱스                                                        |
|  |                                                                     |
|  | \| \| 그리포케라톱스 \| \| \| \| \| \| 우네스코케라톱스 \| \| \| \| |
|  |                                                                     |
|  | 그리포케라톱스                                                      |
|  |                                                                     |
|  | 우네스코케라톱스                                                    |
|  |                                                                     |

|  | 그리포케라톱스   |
|  |                  |
|  | 우네스코케라톱스 |
|  |                  |

|  | 바가케라톱스   |
|  |                |
|  | 프로토케라톱스 |
|  |                |

|  | 주니케라톱스 |
|  |              |
|  | 케라톱스과   |
|  |              |

|  | 바가케라톱스   |
|  |                |
|  | 프로토케라톱스 |
|  |                |

|  | 주니케라톱스 |
|  |              |
|  | 케라톱스과   |
|  |              |

|  | 바가케라톱스   |
|  |                |
|  | 프로토케라톱스 |
|  |                |

|  | 주니케라톱스 |
|  |              |
|  | 케라톱스과   |
|  |              |

|  | 바가케라톱스   |
|  |                |
|  | 프로토케라톱스 |
|  |                |

|  | 주니케라톱스 |
|  |              |
|  | 케라톱스과   |
|  |              |

## 그리핀 신화의 기원

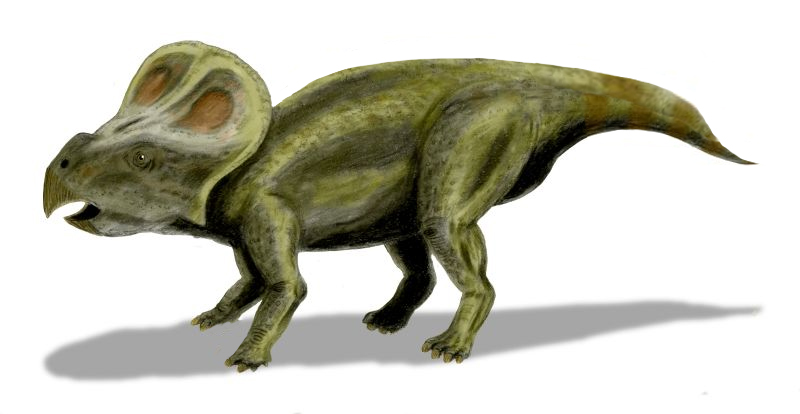
P. andrewsi의 복원도

민담 및 과학사가인 스탠포드 대학의 아드리엔 메이어는 매우 잘 보존된 프로토케라톱스, 혹은 부리를 가진 다른 공룡의 골격이 중앙아시아의 알타이산맥과 톈샨에서 금을 캐던 고대 스키타이인 유목민들에게 발견되어 신화 속 그리핀 이야기가 만들어졌을 수 있다고 주장했다. 그리핀은 사자 크기의 네발동물로 커다란 발톱과 맹금류같은 부리를 가지고 있으며 땅 위의 둥지에 알을 낳는다.
그리스 작가들은 기원전 675년 경에 그리핀에 대해 기록하기 시작했는데 이것은 그리스인들이 스키타이 유목민들과 처음 접촉한 때와 일치한다. 그리핀은 황무지의 건조한 언덕과 붉은 색 사암에 있는 황금광을 지키고 있다고 기록되어 있다. 프로토케라톱스 화석이 많이 발견되는 몽골과 중국의 지역들은 인근의 산맥에서 흘러내려온 금이 풍부하기 때문에 이들 화석이 그리핀 신화의 바탕이 되었으리라는 설에 신뢰성을 더해준다.